# Abderrahmane Zenati
 (octobre 2011).
Si vous disposez d'ouvrages ou d'articles de référence ou si vous connaissez des sites web de qualité traitant du thème abordé ici, merci de compléter l'article en donnant les références utiles à sa vérifiabilité et en les liant à la section « Notes et références ».
Pour les articles homonymes, voir Zenati.
Abderrahmane Zenati est un écrivain, poète et peintre marocain. Né le 14 juillet 1943 à Oujda, il est  connu pour être le premier artiste du Maroc-oriental  à affirmer son art à travers le monde. Zenati  se différencie des autres artistes de son pays en remettant en question par ses écrits  un bon nombre de préceptes du monde Arabe.

## Biographie
Orphelin de père tirailleur Marocain sous le drapeau français, dès l'enfance, il se trouve abandonné dans la rue. Livré à lui-même, sans attache ni point de repère, il vagabonde dans les rues et les terrains vagues de sa ville natale. Pour subsister, il prend l’habitude de se nourrir des restes dans le fond de poubelles. À cause de ses conditions de vie difficiles dormant dans les rues de Oujda, sa ville natale, il se retrouve, à l’âge de 12 ans, cloué dans un lit d’hôpital, atteint de tuberculose.
Pendant toute la durée de son hospitalisation, initialement dans le but de passer le temps, il se mit à gribouiller des dessins sur n’importe quel papier lui tombant sous la main. Petit à petit, il s’initie à la lecture puis à l’écriture. Son premier livre, qu’il écrit à l’âge de 51 ans, Les cigognes reviendront-elles à Oujda ?, est choisi pour l’examen du baccalauréat au Maroc-oriental.[réf. nécessaire] Dès lors, le besoin d’écrire ne le quitte plus. Il s’inspire de son vécu et aime romancer ses histoires en créant des personnages tourmentés au destin tragique.

## Ses œuvres
- Les cigognes reviendront-elles à Oujda ?
- La Mémoire de la Fourmi
- Le Vol de la Fourmi
- La Déchirure
- L’Aube des Maudits
- Le Retour du Bigame
- Marjana
- Goût de Cendre
- La Seconde Épouse
- La Maison en Face
- Tamoula
- Paroles de fous
- El Hogra
- La Vallée des Oliviers
- Un homme simple
- Les Malheureux
- Paroles Étranglées
- L’homme en Colère
- Sans Rancune
- L’Homme d’Amérique
- Un Orphelin chez les Artisans
- Mon Ami Tchita le Juif
- Histoire d’Amour
- De la Haine en Héritage
- Chagrin d’Amour
- Confidences d’un Âne de l’Oriental
- Haffou le Fou
- La Malédiction d’Allah
- Le Vent de l’Est s’arrête à Figuig
- Adieu Oujda ma Bien-aimée !
- Ces Hommes fous de l’Oriental
- Des Mots qui remplacent le Pain